# Platyarthron rectilineum
Platyarthron rectilineum là một loài bọ cánh cứng trong họ Cerambycidae.